# Изра
Изра (на арабски: ازرع) е град в югозападната част на Сирия, мухафаза Дараа. По данни на централното бюро по статистика населението му към 2004 година е 19 158 души, предимно християни.

## История
Изра (Зорава, Зороуа или Зорабене) е град ханаанците споменат в библията. Името му се появява в „Амарнските архиви“, документи, които са били разменяни между египетските и сирийски владетели през 1334 година пр.н.е. Древни надписи, оставени от римляните, след окупацията на района са доказателства за значението на града.
Надпис, открит от археологът Рихтер, показва, че градът е бил издигнат до ранг на метрокомия (Голям град) под император Александър Север (222-235) и е известен като Зорава.
През 1596 година селището се появява в османските регистри като „Мадинат Зура“. С християнско население от 175 домакинства и 61 ергени и мюсюлманско население от 59 домакинства и 30 ергени. Данъците които плащат са: пшеница, ечемик, кози и/или медоносни пчели, воденици и джизие.
През 1840 година египетския владетел Ибрахим паша нахлува в региона и бомбардира църквата, причинявайки големи щети по стените и купола, но не успява да завземе града. По време на голямото сирийското въстание срещу френската колония (1925-1926), революционерите търсят убежище в Изра.